# SARS-CoV-2 omikron variáns
A SARS-CoV-2 omikron variáns, más néven B.1.1.529 a Covid19-pandémiát okozó SARS-CoV-2 koronavírus mutált változata.
A vírusvariánst először Botswanában észlelték 2021. november 9-én, s 26-án az Egészségügyi Világszervezet (WHO) besorolta, és a görög omikron betűvel jelölte meg.
A változat nagyszámú mutációt tartalmaz, amelyek közül sok új, és sok a tüskeproteinben már rejlő. Ez a mutáció aggályokat vet fel a fertőzőképességgel, az immunrendszer válaszával és a vakcinával szembeni rezisztenciával kapcsolatban. Ennek eredményeként a változatot „aggasztónak” minősítették, és több országban utazási korlátozásokat vezettek be, hogy akadályozzák vagy lassítsák annak terjedését.Az első ismert esetet 2021. november 9-én azonosították Botswanában. Ezt követően további eseteket is felderítettek a Dél-afrikai Köztársaságban, Hongkongban, Izraelben és Belgiumban is megerősítettek egy-egy esetet.
Mind a négy Botswanából jelentett eset olyan személyek között fordult elő, akik már megkapták a teljes oltási ciklust.
A változatot 2021. november 24-én jelentették először a WHO-nak Dél-Afrikából. November 26-án a WHO SARS-CoV-2 fejlődésével foglalkozó technikai tanácsadó csoportja a B.1.1.529 kategóriába sorolta, és az Omikron nevet adta neki.
Az omikron variáns lehetséges gazdasági hatásai miatti aggodalom különféle társadalmi-gazdasági következményekhez vezetett, s a globális tőzsdék zuhanásával járt.

## Fordítás
Ez a szócikk részben vagy egészben  a   SARS-CoV-2 lignaggio B.1.1.529 című olasz Wikipédia-szócikk ezen változatának fordításán alapul.  Az eredeti cikk szerkesztőit annak laptörténete sorolja fel. Ez a jelzés csupán a megfogalmazás eredetét és a szerzői jogokat jelzi, nem szolgál a cikkben szereplő információk forrásmegjelöléseként.